# Jean Dewasne
Jean Dewasne, född den 21 maj 1921 i Lille, Frankrike, död den 23 juli 1999 i Paris, var en fransk målare, allmänt ansedd som en av de främsta inom abstrakt konstruktivism.

## Biografi
Efter att ha börjat med att studera violinspel vid sex års ålder och grundligt studerat klassisk musik väcktes hans intresse för konsten vid besök på en specialutställning 1937. Han skrevs då in vid École des Beaux-Arts i Paris där han studerade arkitektur under två år innan han övergick till måleri.
Han första utställning skedde på galleri l'Esquisse 1941 och han skapade sina första abstrakta arbeten 1943. Dessa ställdes ut första gången på galleri Drouin år 1946.
Han räknas sedan 1940-talet som en av de främsta inom den nonfigurativa, plangeometriska konsten. Storkurviga former, exakt avgränsade och i metalliskt hårda färger, spelar mot varandra och ger intryck av spänst och vitalitet.
År 1991 valdes han in som medlem i Académie des Beaux-Arts efter Hans Hartung. Han var också medlem i Oupeinpo.